# Streethockey-Europameisterschaft Junioren
Die Streethockey-Europameisterschaften Junioren wurden von der ISBH organisiert.

## U20
| Jahr | Gastgeber            | Finalstände   | Finalstände | Finalstände | Finalstände |
| Jahr | Gastgeber            | Europameister | 2. Platz    | 3. Platz    |             |
| ---- | -------------------- | ------------- | ----------- | ----------- | ----------- |
| 1997 | Zvolen (Slowakei)    | Slowakei      | Tschechien  | Schweiz     |             |
| 1998 | Jihlava (Tschechien) | Tschechien    | Slowakei    | Schweiz     |             |
| 1999 | Prag (Tschechien)    | Tschechien    | Slowakei    | Deutschland |             |

## U18
| Jahr | Gastgeber                | Finalstände   | Finalstände | Finalstände | Finalstände |
| Jahr | Gastgeber                | Europameister | 2. Platz    | 3. Platz    |             |
| ---- | ------------------------ | ------------- | ----------- | ----------- | ----------- |
| 2002 | Villach (Österreich)     | Tschechien    | Schweiz     | Slowakei    |             |
| 2003 | Tschechien (Rakovník)    | Tschechien    | Slowakei    | Schweiz     |             |
| 2004 | Deutschland (Kaufbeuren) | Tschechien    | Österreich  | Schweiz     |             |
| 2005 | Tschechien (Ostrava)     | Tschechien    | Slowakei    | Schweiz     |             |
| 2006 | Österreich (Villach)     | Tschechien    | Österreich  | Schweiz     |             |
| 2007 | Schweiz (Huttwil)        | Tschechien    | Schweiz     | Slowakei    |             |
| 2009 | Deutschland (Bayreuth)   | Tschechien    | Slowakei    | Deutschland |             |

Medaillenspiegel
| Rang | Land        | Gold | Silber | Bronze | Gesamt |
| ---- | ----------- | ---- | ------ | ------ | ------ |
| 1    | Tschechien  | 7    | 0      | 0      | 7      |
| 2    | Slowakei    | 0    | 3      | 2      | 5      |
| 3    | Schweiz     | 0    | 2      | 4      | 6      |
| 4    | Österreich  | 0    | 2      | 0      | 2      |
| 5    | Deutschland | 0    | 0      | 1      | 1      |

## U16
| Jahr | Gastgeber                | Finalstände   | Finalstände | Finalstände | Finalstände |
| Jahr | Gastgeber                | Europameister | 2. Platz    | 3. Platz    |             |
| ---- | ------------------------ | ------------- | ----------- | ----------- | ----------- |
| 2003 | Tschechien (Rakovník)    | Tschechien    | Slowakei    | Deutschland |             |
| 2004 | Deutschland (Kaufbeuren) | Tschechien    | Österreich  | Schweiz     |             |
| 2005 | Tschechien (Ostrava)     | Slowakei      | Tschechien  | Schweiz     |             |
| 2006 | Österreich (Villach)     | Tschechien    | Slowakei    | Österreich  |             |
| 2007 | Schweiz (Huttwil)        | Slowakei      | Tschechien  | Finnland    |             |

Medaillenspiegel
| Rang | Land        | Gold | Silber | Bronze | Gesamt |
| ---- | ----------- | ---- | ------ | ------ | ------ |
| 1    | Tschechien  | 3    | 2      | 0      | 5      |
| 2    | Slowakei    | 2    | 2      | 0      | 4      |
| 3    | Österreich  | 0    | 1      | 1      | 2      |
| 4    | Schweiz     | 0    | 0      | 2      | 2      |
| 5    | Deutschland | 0    | 0      | 1      | 1      |
| 5    | Finnland    | 0    | 0      | 1      | 1      |